# Hohenstein (Türnitzer Alpen)
Der Hohenstein (1195 m ü. A.) ist ein Berg in den Türnitzer Alpen in Niederösterreich.

## Lage und Name
Der Hohenstein erhebt sich etwa sechs Kilometer nördlich der Marktgemeinde Türnitz. Über seinen Gipfel verläuft die Grenze der Gemeinden Lilienfeld und Kirchberg an der Pielach, die zugleich auch die Grenze zwischen den Bezirken Lilienfeld und Sankt Pölten-Land bildet. Mit seinen meist steilen Waldflanken überragt der Hohenstein die ihn umgebenden Täler deutlich. Nach Nordwesten hin bildet er eine ausgeprägte Felsmauer. Sie ist auch vom Pielachtal aus zu sehen und hat dem Berg seinen Namen gegeben.
Die insgesamt gute Aussicht vom Hohenstein ist nach Westen und Nordwesten hin am eindrucksvollsten. Sie reicht an klaren Tagen vom Waldviertel über die Donau bis zum Ötscher und zum Toten Gebirge.

## Otto-Kandler-Haus

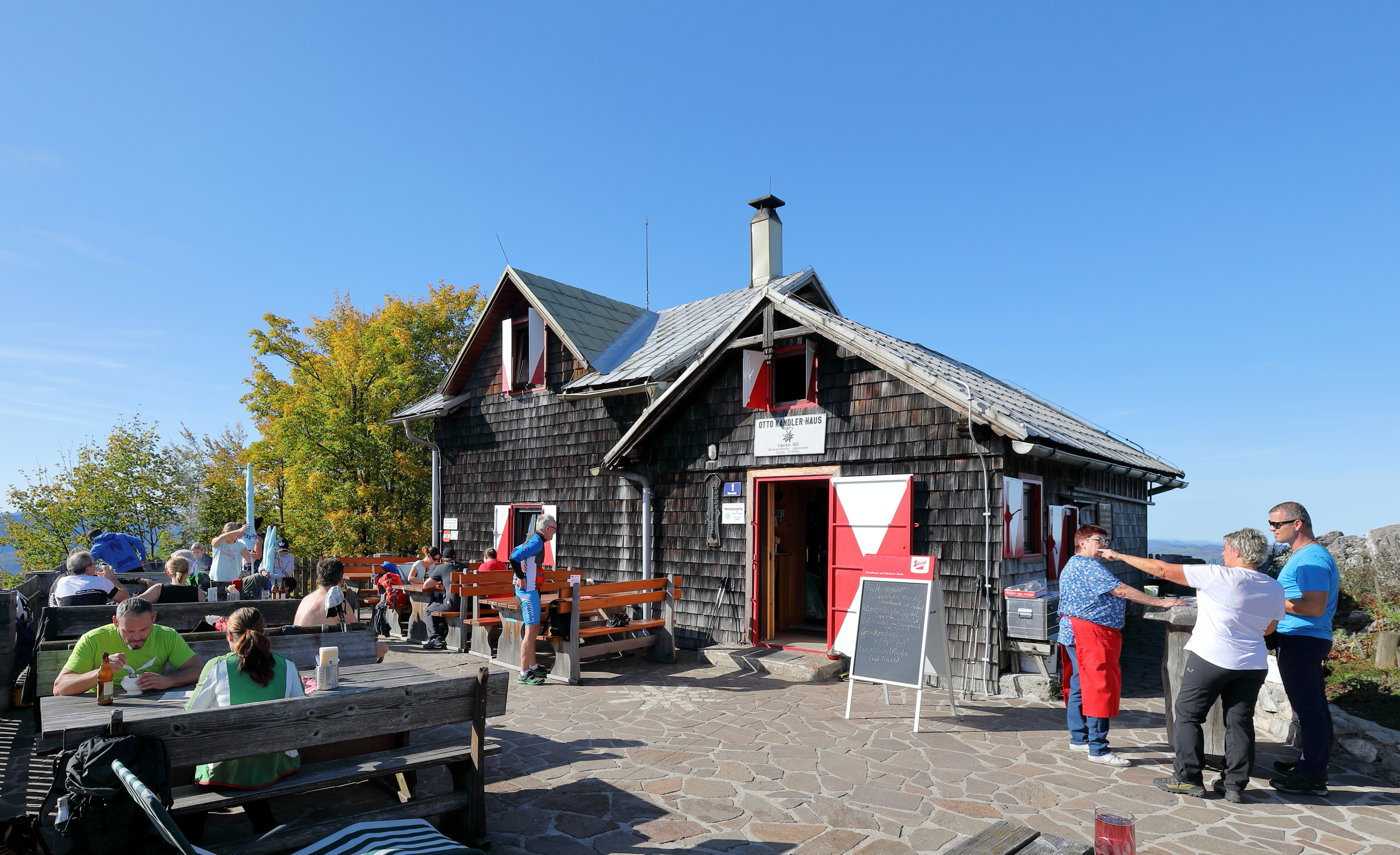
Das Otto-Kandler-Haus direkt am Gipfel

Unmittelbar neben dem Gipfelkreuz steht das Otto-Kandler-Haus, eine Schutzhütte der Sektion St. Pölten des Österreichischen Alpenvereins. Es ist von Mai bis Oktober an Wochenenden und Feiertagen geöffnet und bietet 25 Schlafplätze im Lager. Die Hütte wurde 1905 errichtet und später erweitert. Im Jahr 2007 erhielt sie als erste niederösterreichische Alpenvereinshütte das Umweltgütesiegel des ÖAV.
Mit seiner bereits über 100 Jahre bestehenden Hütte ist der Hohenstein ein Wanderziel mit Tradition. Dennoch trägt seine Umgebung heute den Charakter einer betont ruhigen und erholsamen Mittelgebirgslandschaft.

## Aufstiege
Der Hohenstein ist auf etlichen markierten Steigen zu erreichen. Sie sind durchwegs unschwierig, weisen wegen der Ausgangspunkte in den Tälern zugleich aber beträchtliche Höhenunterschiede auf.
- vom Gehöft Schöngraben über die Schöngrabenspitze und die Ebenwiesen, zuletzt auf dem steilen Tradigister Steig. Gehzeit: 2 bis 2½ Stunden
- von Zögersbach über Engleitengraben und Engleitensattel, Gehzeit: 2 bis 2½ Stunden
- von Zögersbach über die Himmelalm und den Engleitensattel (aussichtsreiche Höhenwanderung), Gehzeit: etwa 3 Stunden
- vom Gehöft Raxenböck nordöstlich von Türnitz auf dem Weitwanderweg Nr. 06, Gehzeit: etwa 3 Stunden
- vom hinteren Soistal über den Löbelgraben, Gehzeit: 2 bis 2½ Stunden
- vom hinteren Soistal über den Prinzbachgraben, der Schöngrabenspitze und den Ebenwiesen, Gehzeit: 2½ bis 3 Stunden.

Der Übergang zur Julius-Seitner-Hütte auf dem Eisenstein ist über das Gscheid in etwa 3½ Stunden möglich.
Im Winter eignet sich die waldreiche Umgebung des Hohensteins besser zum Schneeschuhwandern als für Schitouren.

## Sonstiges

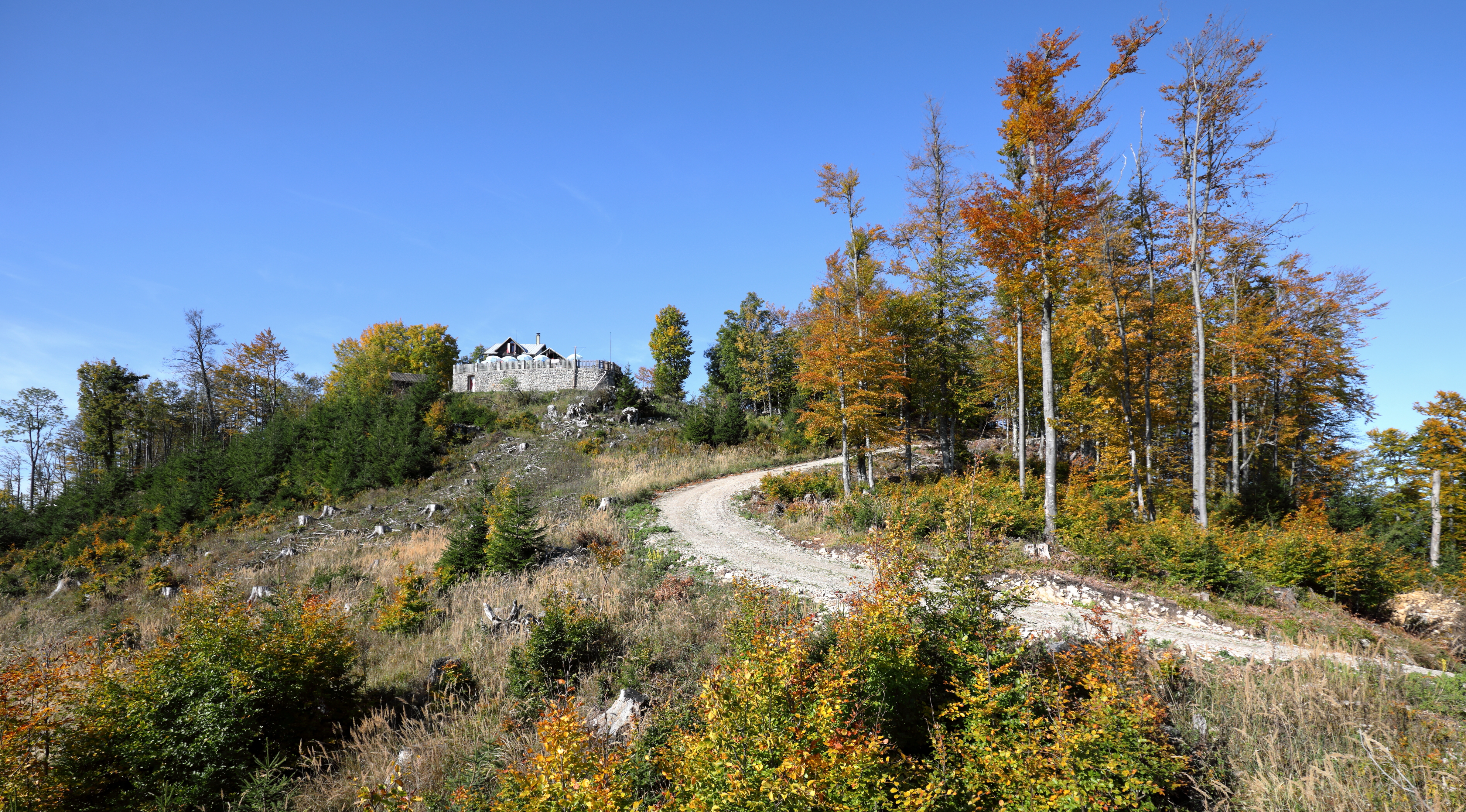
Gipfelbereich des Hohensteins

Im Bereich des Gipfels sind Alpensteinböcke heimisch.